# Scheefwonen
Scheefwonen is een term die in Nederland wordt gebruikt voor het wonen van mensen in een sociale (gesubsidieerde) huurwoning ondanks dat hun inkomen daar te hoog voor is. Dus de huurders hebben een te hoog inkomen voor hun type woning, waardoor ze dus eigenlijk te weinig huur betalen. Bij een gegeven woningbestand is de keerzijde dat er mensen zijn die wonen in een huurwoning waarvan de huur in verhouding tot het inkomen hoog is, wat voor de bewoners zelf en/of maatschappelijk in verband met de huurtoeslag ongewenst is. Ook kan meespelen dat de huurprijs laag is vergeleken met de kenmerken van de woning. Uit de in april 2013 verschenen Kernpublicatie over het Woononderzoek Nederland “Wonen in ongewone tijden” bleek dat het aantal huishoudens in huurwoningen met een huur onder de liberalisatiegrens en een inkomen hoger dan € 33.000 in 2009 ongeveer 790 duizend bedroeg.

## Geschiedenis
De term stamt uit 1989, toen in de Nederlandse overheidsnota 'Volkshuisvesting in de jaren ’90' gepleit werd voor verzelfstandiging van woningbouwverenigingen, bevordering van het eigen woningbezit, verkleining van de sociale woningsector en doorstroming: mensen moesten gaan wonen in een woning die bij hun inkomen paste.
Vanaf het begin van de 21e eeuw is de discussie over scheefwonen weer actueel. Door de economische crisis moesten toen steeds meer mensen een beroep doen op een sociale huurwoning. De beschikbaarheid van dergelijke woningen was daarvoor onvoldoende. Dit tekort was gedeeltelijk veroorzaakt doordat mensen die op enig moment in hun leven recht hadden op een sociale huurwoning in deze woning waren blijven wonen nadat hun inkomen was gestegen, maar hier geen recht meer op hadden. De overheden probeerden dit scheefwonen aan te pakken door mensen te bewegen te verhuizen, en zo nodig wet- en regelgeving aan te passen.

## Oorzaken van scheefwonen
De mogelijke oorzaken van scheefwonen worden in verschillende sociologische studies belicht. John Rennie Short (1951) geeft aan dat de meeste mensen tijdens hun leven verschillende fasen doorlopen die telkens een andere woonbehoefte creëren.
1. Kinderloze fase	         - Goedkoop wonen in een appartement in (binnenstedelijk) gebied
2. Fase met jonge kinderen        - Huren van een eengezinswoning in de buurt van zone appartementen
3. Fase met opgroeiende kinderen	 - Koopwoning in relatief nieuw suburbaan gebied
4. Fase met oudere kinderen       - Mogelijke koopwoning in een wijk of buurt met hogere status
5. Fase met kinderen uit huis     - Stabiliteit wat betreft woonsituatie
6. Oudere levensfase	         - Verzorgingshuis/seniorenwoning/inwonen bij kinderen

Volgens deze benadering zouden scheefwoners de stap van het huren van een eengezinswoning naar het kopen van een woning in suburbaan gebied niet maken. Uit onderzoek blijkt echter dat 37,8% van de scheefwoners wel zou willen verhuizen, ten opzichte van 22,9% van alle huishoudens. Een mogelijke oorzaak van het ‘blijven hangen’ in een huurwoning die past bij de jongekinderenfase is dat er te weinig koopwoningen voor de middeninkomens zijn.
Er zijn echter ook andere verklaringen. Gebleken is namelijk dat de verhuismotieven van mensen niet noodzakelijk voortkomen uit de levensfase waarin zij zich bevinden, maar ook uit de sociale status die iemand verbindt aan een woning, het opleidingsniveau, de arbeidsstatus en de mening van een persoon over de woning. Aanvullend onderzoek legt de nadruk op tevredenheid over de woning. De sociale huurwoningen in Nederland zijn wellicht niet in alle opzichten aantrekkelijk, in Europees perspectief zijn ze relatief goed. Huurders zijn in ieder geval redelijk tevreden met hun sociale huurwoning. Scheefwoners zouden dus niet geneigd zijn te verhuizen, omdat ze tevreden zijn over hun woning, en deze past in hun levensloopfase. Uit soortgelijk onderzoek komt eveneens naar voren dat bij beslissingen over verhuizen, naast factoren als huishoudsamenstelling, arbeidsmarktpositie, leeftijd en tevredenheid, ook de woonlocatie telt. De waardering over een woonlocatie wordt bepaald door ervaringen uit het verleden en wensen voor de toekomst. Als de waardering te laag wordt, zal het individu willen verhuizen.
In recent onderzoek van de Nederlandse rijksoverheid is een typologie van huurders gemaakt, waarin enkele van bovengenoemde factoren ook van belang zijn:
1. De plakker: deze huurder wil niet verhuizen en is beperkt gevoelig voor verleidende doorstroominstrumenten.
2. De klamper: de huurder wil niet verhuizen uit angst de sociale binding die hij heeft opgebouwd te verliezen.
3. De spaarder: deze huurder woont bewust scheef om geld te kunnen sparen voor de woning die hij op termijn wil kopen.
4. De genieter: deze huurder woont bewust scheef om geld over te houden voor luxe zaken zoals vakanties of auto’s.
5. De zoeker: deze huurder is verhuisgeneigd, maar wil een kwalitatief hoogstaande woning, waardoor hij lang moet zoeken.
6. De wachter: deze huurder wil op termijn verhuizen, maar zit op het moment goed.

Hierbij ontbreekt de categorie die Aedes benoemt; 'mensen die in de huidige markt geen alternatieven hebben'  (https://aedes.nl/over-aedes/hoe-zit-het-nu-met-scheefwonen) dat wil zeggen: wel inkomen boven de sociale huurwoning inkomensgrens (2023: €48.625 meerpersoonshuishouden) maar waarbij dit inkomen toch onvoldoende is om een koopwoning te kunnen kopen.

## Maatregelen bij de aanpak van scheefwonen
De juridische omkadering van scheefwonen wordt gevormd door zowel Europese als nationale wetgeving. Daarnaast is er soms lokale regelgeving.

### Europese wetgeving
De ter zake doende Europese wetgeving betreft de bescherming van de rechten van de mens en het reguleren van staatssteun.
In het Europees Verdrag voor de Rechten van de Mens (EVRM) worden de rechten van individuele inwoners van Europa beschermd. Dit verdrag beperkt de mogelijkheden van de verhuurder (in Nederland in dit geval de woningbouwverenigingen) om de huurder de huur op te zeggen, doordat het verdrag stelt dat iedereen het recht heeft ongestoord van zijn eigendom te genieten. Hoewel een huurwoning natuurlijk niet het eigendom van de huurder is, wordt in het EVRM dit wel gelijkgesteld. Dit wordt versterkt doordat het EVRM naast ‘eigendom’ ook het privéleven van individuen beschermt.
Het Europees mededingingsrecht verbiedt staatssteun. Dit houdt in dat de overheid in principe niet mag bijdragen aan sociale huurwoningen. Steun aan individuele burgers is echter de uitzondering op deze bepaling. De overheid mag steun geven, in dit geval huurtoeslag, aan individuele burgers. De overheid moet dat wel aan iedere individuele burger die een woning huurt met een maandelijkse huur lager dan € 699,48 en een jaarinkomen lager dan € 29.325,- steun bieden.

### Nederlandse regelgeving
In de Nederlandse regelgeving gaat het bij scheefwonen uitsluitend om scheefhuren. Men onderscheidt goedkope scheefhuur en dure scheefhuur.

#### Goedkope scheefhuur
Goedkope scheefhuur houdt in dat iemand weinig huur betaalt ten opzichte van zijn inkomen. Dit wordt deels voorkomen doordat woningcorporaties slechts zeer beperkt mogen verhuren aan mensen met een relatief hoog inkomen.
Daarnaast is er voor alle verhuurders van woningen in de gereguleerde sector de mogelijkheid (behoudens uitzonderingen) van een extra huurverhoging voor mensen met een relatief hoog inkomen, zie huurverhoging in de gereguleerde sector.

#### Dure scheefhuur
Dure scheefhuur houdt in dat iemand veel huur betaalt ten opzichte van zijn inkomen. Voor de huurder wordt dit vaak opgelost door huurtoeslag, maar om deze voor de overheid niet te duur te maken mogen woningcorporaties sinds 2016 aan potentiële huurders die daarbij in aanmerking zouden komen voor huurtoeslag, alleen woningen aanbieden met een huur tot € 597,30 per maand (2018), de zogeheten aftoppingsgrens, die dus lager is dan de huurtoeslaghuurprijsgrens van € 710,68 per maand (2018).

#### Maatregelen van Nederlandse gemeenten
Drie van de vier grote gemeenten in Nederland nemen naast de maatregelen van de rijksoverheid weinig andere maatregelen. In Amsterdam had woningbouwcorporatie Ymere wel twee aanvullende maatregelen getroffen: het 'woonticket' en het 'flexibel huren'. Het woonticket geeft huishoudens met middeninkomens voorrang bij het kopen of huren van woningen die niet in de sociale sector vallen. Flexibel huren is korting op huur van woningen in de vrije sector.
De vierde grote gemeente, Den Haag, kwam in 2013 wel met een uitgebreid pakket van maatregelen om scheefwonen tegen te gaan, de 'verhuisdoos'. Dit pakket bestaat uit twee stimulerende maatregelen:
1. Een doorstroompremie (2014 van € 5000,-) om huishoudens met een bepaald inkomen (2014: meer dan € 43.000,-) te stimuleren om te verhuizen.
2. Een verhuiskostenpremie (2014 van € 5000,-) om huishoudens met een bepaald inkomen (2014: meer dan € 43.000,-) te ondersteunen bij het bekostigen van een verhuizing.
3. Kooppremie nieuwbouwmiddensegment: een premie (2014: € 10.000,-) die door scheefwoners met een bepaald inkomen (2014: meer dan € 43.000,-) gebruikt kan worden bij de aankoop van een koopwoning.[18]

De kritiek op de 'verhuisdoos' is dat er te weinig gebruik van wordt gemaakt. De gemeente Den Haag heeft dit project dermate succesvol bevonden, dat men de looptijd ervan heeft verlengd tot eind 2014.

### Regelgeving in België
In België bestaat de mogelijkheid om een huurder een tijdelijk huurcontract aan te bieden al sinds langere tijd. De standaardduur van een Belgische huurovereenkomst is 9 jaar, hoewel er ook kortere huurcontracten zijn. Na afloop van deze huurperiode kunnen zowel de huurder als de verhuurder het contract zonder opgaaf van reden opzeggen. Binnen de periode van 9 jaar mag de huurder per periode van 3 jaar het contract opzeggen, buiten deze perioden is er een boetebeding van kracht. De verhuurder kan het contract alleen bij zwaarwegende omstandigheden opzeggen. Een huurcontract in België is dus nooit voor onbepaalde tijd, zoals in Nederland wel het geval is.
Om personen met een laag inkomen toch een kwaliteitsvolle woning te kunnen aanbieden, gaan de sociale huisvestingsmaatschappijen woningen ter beschikking stellen aan deze doelgroep. Deze aangelegenheden zijn de bevoegdheid van de gewesten in België; er is bijgevolg een Vlaamse, een Brusselse en een Waalse organisatie die elk de richtlijnen van hun regering volgen. Het agentschap in Vlaanderen noemt sinds 2006 de Vlaamse Maatschappij voor Sociaal Wonen (VMSW); ze verhuurde in 2014 zo'n 140.000 woningen. Naast het bouwen en verhuren van sociale woningen ondersteunt de Vlaamse regering ook de initiatieven van de sociale verhuurkantoren in Vlaanderen (SVK's), die onroerend goed van derden verhuren aan personen met een beperkt inkomen. Naast de inkomensbeperking hanteren de Vlaamse maatschappijen ook de inburgering en de bereidheid om de Nederlandse taal te spreken of aan te leren als voorwaarde. Een andere vereiste is dat iemand nog geen onroerend goed bezit. Verder hebben de afzonderlijke maatschappijen een zekere autonomie in het toewijzen van de woningen. Hierbij wordt gestreefd naar een oordeelkundige bezetting van de woningen en bepalen zaken als urgentie van de situatie en voorrangsregelingen de uiteindelijke toewijzing.
Een andere maatregel om het scheefwonen tegen te gaan, is het te koop aanbieden van sociale kavels en sociale woningen. Verder voorziet de wetgeving in een zeer aantrekkelijk fiscale regeling voor hypothecaire leningen.